# زاوية الطور (علم الفلك)
الطور (بالإنجليزية: Phase)‏ هو شكل الجزء المرئي من الأجسام السماوية التي لا تضئ بذاتها، ويتم تغيير الأطوار بسبب التغيير في الأوضاع النسبية لكل من الشمس والأرض والجسم المضاء، وتسمى الزاوية المحصورة بين كل من اتجاه هذا الجسم المضاء وكل من الشمس والأرض بزاوية الطور وزاوية الطور ليست كثيرة الاستعمال فقط بالنسبة للقمر (أطوار القمر) وإنما أيضا للكواكب الداخلية عطارد والزهرة.

أطوار القمر تعتمد وجهة القمر على موقعه في مداره حول الأرض وعلى موقع الأرض في مدارها حول الشمس. هذا الشكل ينظر للأض من فوق الشمال (فوق القطب الشمالي). هنا دوران الأرض ومدار القمر كليهما عكس عقارب الساعة. يأتي ضوء الشمس من اليمين، كما هو مبين بالأسهم الصفراء. من هذا الشكل يمكننا أن نفهم مثلا، أن البدر سوف يشرق دائما من غروب الشمس وأن هلال آخر الشهريكون أعلى الرأس حوالي الساعة التاسعة صباحا من التوقيت المحلي.

المصدر: الموسوعة الفلكية